# Tour della nazionale maschile di rugby a 15 dell'Italia 2007
Nel 2007 la nazionale italiana di rugby intraprese un tour in Sud America in preparazione della Coppa del Mondo in programma in Francia a settembre.
La Federazione Italiana Rugby organizzò due incontri ufficiali nelle prime due settimane del mese di giugno, a distanza di sette giorni l'uno dall'altro: il primo, il 2 giugno a Montevideo, con un Uruguay rifondato dopo la mancata qualificazione alla rassegna mondiale, e il secondo, il 9 giugno a Mendoza, con l'Argentina futura rivelazione della Coppa del Mondo di rugby 2007.
Il gruppo nazionale del CT Pierre Berbizier costituito da 24 Azzurri si radunò a Roma il 25 maggio con partenza prevista per il lunedì successivo; capitano della spedizione italiana fu designato il pilone Andrea Lo Cicero.
Il bilancio fu di una vittoria ed una sconfitta: rispettivamente, nel primo test match contro i Teros per 29 a 5, giunta al termine di una prova giudicata non soddisfacente e risolta da tre mete di Matteo Pratichetti, e nel secondo test contro i Pumas col punteggio di 6-24, i quali si imposero alla distanza sul piano fisico.
In entrambi gli incontri il commissario tecnico Berbizier fece a meno di alcuni titolari impegnati in campionati esteri coi propri club, preferendo collaudare giocatori come Burton, Pavanello, Mandelli, che non furono poi selezionati per la successiva rassegna iridata.

## Risultati
| Arbitro: | Rob Debney |

|             |      |                                          |
| Arocena 78’ | mt   | 40+1’, 41’, 44’ Pratichetti 80+2’ Agüero |
|             | tr   | 41’, 44’, 80+2’ Burton                   |
|             | c.p. | 13’ Burton                               |

| Arbitro: | Lyndon Bray |

|                               |      |                     |
| Leonelli 26’ Serra Mirás 32’  | mt   |                     |
| Serra Mirás 32’               | tr   |                     |
| Serra Mirás 2’, 42’, 48’, 69’ | c.p. | 37’, 44’ Bortolussi |